# Jeanne de Portugal (1452-1490)
Pour les articles homonymes, voir Jeanne de Portugal.
 (mai 2011).
Si vous disposez d'ouvrages ou d'articles de référence ou si vous connaissez des sites web de qualité traitant du thème abordé ici, merci de compléter l'article en donnant les références utiles à sa vérifiabilité et en les liant à la section « Notes et références ».
Jeanne de Portugal (née le 16 février 1452, morte le 12 mai 1490) est une princesse de la maison d'Aviz, elle fut béatifiée.

## Biographie
Née pendant la Reconquista, le 6 février 1452, alors que les Arabes reculent dans la péninsule ibérique mais que Constantinople chute devant les Turcs, elle est la fille du roi et conquérant Alphonse V de Portugal et d'Isabelle de Coimbra.
Sa mère meurt alors qu'elle n'a que trois ans et son père cherche à se remarier avec l'héritière de Castille, bien que cette dernière soit réputée de naissance illégitime. Le roi finira par renoncer à ce mariage. Il meurt en 1481 après avoir conquis le nord du Maroc et son fils lui succède sous le nom de Jean II de Portugal. 
Quant à la petite Jeanne, titrée par son père non pas infante mais princesse de Portugal et héritière, son père lui conserve ses titres malgré la naissance de son frère cadet.
Régente en 1471, pendant la conquête des côtes marocaines par son père et son frère, sa beauté réputée la fait demander en mariage par les plus importants princes de son temps, notamment le roi des Romains Maximilien Ier du Saint-Empire puis en 1485 le roi Charles VIII de France (de 18 ans son cadet) et le roi Richard III d'Angleterre. 
Désirant se consacrer à Dieu, elle refuse ces destinées brillantes.
Ayant difficilement obtenu l'accord de son père et de son frère, elle entre en 1475 au couvent des sœurs dominicaines d'Aveiro où elle vit dans la plus stricte simplicité et la plus grande humilité offrant sa vie pour « la conversion des pécheurs et la délivrance des chrétiens captifs des musulmans ».
Jeanne n'a jamais prononcé de vœux en tant que moniale dominicaine parce qu'elle était une princesse royale et l'héritière potentielle du trône. Cependant, elle a vécu la majeure partie de sa vie au couvent dominicain de Jésus à Aveiro, de 1475 à sa mort, suivant en tout point les règles de vie et le style des moniales. 
Le roi Alphonse V meurt en 1481 et le frère de Jeanne monte sur le trône sous le nom de Jean II. À la suite de son père, il conquiert les côtes et les îles africaines et réduit avec énergie les pouvoirs et les abus de la noblesse portugaise. Jeanne est un de ses plus fidèles appuis.
Elle meurt en réputation de sainteté le 12 mai 1490 à l'âge de 38 ans. 
Elle est béatifiée en 1693 par le pape Innocent XII mais les Portugais la considèrent sainte et la vénèrent sous ce vocable.
Elle est la sainte patronne de la ville d'Aveiro où son corps repose.

## Postérité
Au début du XVIIIe siècle, la noblesse, le clergé et la cour portugaise connaissent un regain d'intérêt pour la princesse. À cette époque, l'artiste portugais Manuel Ferreira e Sousa est l'artiste le plus célèbre de ce renouveau. Diverses institutions religieuses, des nobles et même la famille royale lui commandent des scènes de la vie de la princesse.

## Sources
- Magnificat, no 222, mai 2011